# Estadio Arechi
El Estadio Comunal Arechi (en italiano: Stadio Comunale Arechi) es un estadio de fútbol de la ciudad italiana de Salerno, Campania. En él disputa sus partidos como local el Unione Sportiva Salernitana 1919. Alberga eventos musicales y religiosos.

## Historia
Fue finalizado en 1990, tras seis años de obras. Toma el nombre de Arechis II, príncipe lombardo del siglo VIII, que mudó la corte del Principado de Benevento de la capital a Salerno. Por eso se le apoda Il principe degli stadi (El príncipe de los estadios). El partido de inauguración se disputó el 9 de septiembre de 1990 entre el Salernitana y el Padova, y vio el regreso del club de Salerno a la Serie B, después de 23 años de ausencia.
En 1998, con el ascenso de la Salernitana a la Serie A, se realizó una primera renovación del estadio. Entre febrero y abril de 2008 fueron instalados unos torniquetes en las entradas. En el marzo de 2014 se llegó a un acuerdo entre el Comune de Salerno y el Salernitana por la reestructuración de la instalación y la gestión del césped por parte del club granate hasta el 2020.

## Aforo

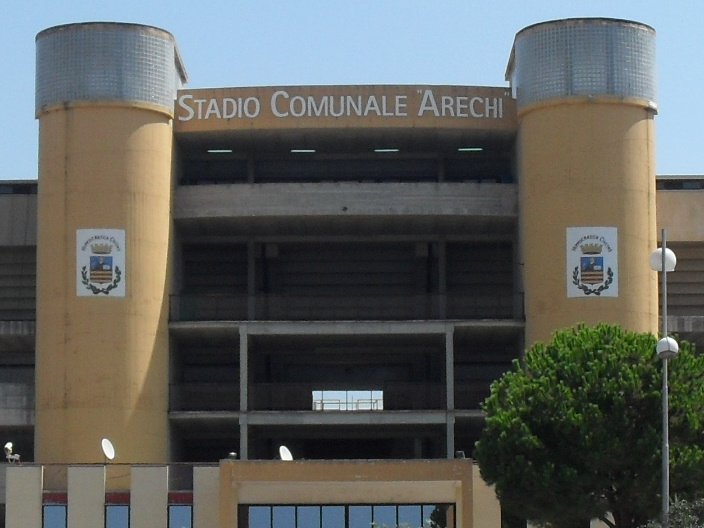
El exterior del estadio.

La estructura del estadio, de hormigón armado, posee una planta rectangular dividida en cuatro sectores simétricos. El campo de juego mide 105 x 68 metros. Las gradas son cercanas al terreno de juego, debido a la ausencia de una pista de atletismo. Inicialmente el aforo era de 45 000 espectadores, pero tras la remodelación de 1998 la capacidad aumentó a 50 000, con 205 asientos reservados a la tribuna de prensa. Sucesivamente, de conformidad a la normativa, se disminuyó la capacidad total a 38 000 espectadores. Actualmente cuenta con 37 180 asientos. Es el segundo estadio en capacidad máxima de Campania, después del Diego Armando Maradona de Nápoles.
En el exterior se encuentran grandes aparcamientos para automóviles.

## Eventos musicales
- 12 de julio de 2000: Concierto de Luciano Ligabue, en el marco de su gira  Tour 1990-2000: 10 anni sulla mia strada.
- 1 de julio de 2001: Concierto de Vasco Rossi, en el marco de su gira Stupido Hotel Tour.
- 29 de junio de 2005: Concierto de Vasco Rossi, en el marco de su gira Buoni o Cattivi Tour.
- 27 y 28 de junio de 2008: Concierto de Vasco Rossi, en el marco de su gira Vasco '08 Live in Concert.
- 30 de julio de 2010: Concierto de Luciano Ligabue, en el marco de su gira  Ligabue, Stadi 2010.
- 24 de julio de 2010: Concierto de Eros Ramazzotti, en el marco de su gira Ali e Radici.
- 2 de julio de 2013: Concierto de Jovanotti, en el marco de su gira Backup Tour - Lorenzo negli stadi 2013.
- 23 de julio de 2014: Concierto de Luciano Ligabue, en el marco de su gira  Mondovisione Tour - Stadi 2014.

## Ubicación
El estadio está situado en Via Salvador Allende, en el barrio San Leonardo.

## Acceso
- Líneas de autobús: 8, 5, 25, 27 del CSTP (Consorcio Salernitano Transportes Públicos);
- Servicio metropolitano F.S., estación Arechi.